# Javierre del Obispo
Javierre del Obispo (aragonesisch Xabierre-Cuarnas) ist ein spanischer Ort in der Provinz Huesca der Autonomen Gemeinschaft Aragonien. Javierre del Obispo gehört zur Gemeinde Biescas. Das Dorf in den Pyrenäen liegt auf 872 Meter Höhe und hatte 17 Einwohner im Jahr 2015.